# عادل أسعد الميري
عادل أسعد بولس الميري (مواليد 1953)، هوأديب ومترجم وطبيب مصري. ولد عادل أسعد الميري في القاهرة سنة 1953 وعاش طفولته وصباه في مدينة طنطا. حصل عادل أسعد الميري علي بكالوريوس الطب من جامعة عين شمس عام 1980، ثم علي ترخيص إرشاد سياحي عام 1984، وبعدها علي دبلوم في الأدب الفرنسي من السوربون عام 1994، ثم إتجه إلي دراسة الآثار وحصل علي الدبلومة من كلاً من كلية الآثار قسم مصري عام 1997 وكلية الآثار قسم إسلامي عام 1999، ثم بدأ عام 2002 لست سنوات بتدرس اللغة العربية للأجانب لمدة ستة سنوات. لعادل أسعد الميري العديد من المؤلفات والترجمات. عادل أسعد الميري يعيش في حي الزمالك بالقاهرة.

## قائمة المؤلفات
- القارئ الفضّي (مركز الحضارة العربية، 2004)[5]
- القارئ الجالس القرفصاء (مركز الحضارة العربية، 2005)[5]
- تأملات جوّال في المدن والأحوال (مركز الحضارة العربية، 2006)[5] وهي مقالات عن 35 مدينة مصرية وعربية وعالمية في عشر دول مختلفة في آسيا وأوروبا وأفريقيا[6]
- تسكّع (آفاق للنشر، 2008)[1] مقالات وقصص قصيرة مستوحاة من خبرات حياة المؤلف[7]
- كل أحذيتي ضيّقة (ميريت للنشر، 2010)[1] وهي رواية سيرة ذاتية[8]
- لم أعد آكل المارون جلاسيه (ميريت للنشر، 2011)[1] وهي رواية عن معاناة زوجة الكاتب الفرنسية من مرض الثنائية القطبية[9]
- فخّ البراءة (ميريت للنشر، 2013)[1] وهي رواية نفسية
- بلاد الفرنجة (آفاق للنشر، 2014)[1] وهي رواية عن رجل من أب فرنسي وأم جزائرية يحكي عن تجاربه ومعاناته في الحياة التي نتجت حتما عن هذا الاختلاط بين الثقافتين[10]
- شارع الهرم (آفاق للنشر، 2015)[1] وهي ذكريات المؤلّف خلال عشر سنوات من العمل كعازف جيتار محترف في الملاهي الليلية بشارع الهرم وفي الفنادق الكبرى[11]
- ألوان الطيف (آفاق للنشر، 2016)[1] وهي رواية عن رجل فرنسي يقيم في مصر لمدّة عشرين عاماً ويعمل في مجال ترتيب البرامج السياحية للشركات الفرنسية، وينقل عبر ذلك الحكي ملاحظاته عن المجتمع المصري، بالإضافة إلى ذكريات عن براج زيارة الآثار المصرية بين نهاية قرن وبداية قرن[12]
- خيوط أقمشة الذات (إيبيدي للنشر، 2019)[1] وهي رواية سيرة ثقافية تحكي عن العناصر الثقافية المختلفة صاحبة التأثير الأقوى على فكر المؤلف، من بين أفراد أسرته ومدارسه والكتب التي قرأها والأفلام التي شاهدها خلال سنوات التكوين، ثم رحلته إلى إنجلترا لمدة خمسة أشهر في سن العشرين، وهي الرحلة التي كان لها تأثير شديد على ما تبع ذلك من أحداث حياته[13]
- وهم صاغرون (ميريت للنشر، 2020) وهو مجموعة من المقالات عن اضطهاد الأقباط في مصر[14]

## قائمة الترجمات
- الفن المصري (تأليف كريستيان زيجلر) من إصدار الهيئة العامة للكتاب في سلسلة «مصريّات» (2008)، وهو جولة في قسم المصريات بمتحف اللوفر بقلم من كانت رئيسة هذا القسم عند تأليف الكتاب[15]
- قاموس عاشق لمصر (تأليف روبير سوليه) من إصدارات المركز القومي للترجمة بالقاهرة (2012)، وفيه يتحدث الكاتب اللبناني الأصل عن طفولته ومراهقته في مصر قبل أن ينتقل مع أبيه وأمه إلى فرنسا في عهد الرئيس المصري جمال عبد الناصر[16]
- زجاج مكسور (رواية من تأليف الأديب الكونغولي الفرانكوفوني آلان مابانكو) من إصدارات الهيئة العامة للكتاب في سلسلة «الجوائز» (2013)، وتحكي عن معاناة الشاب الكونغولي سواء عاش في بلده أو حاول أن يهاجر إلى فرنسا[17]
- أسطورة المسيحية (تأليف جورج إدوارد إفري) عن دار آفاق للنشر (2014)[18]
- في الأصول المصرية للديانة المسيحية: دراسة في مؤلفات ثروت الأسيوطي، عن دار آفاق للنشر (2015)[19]
- نصوص التوراة (تأليف جون غراي) عن دار نشر آفاق (2017) من سلسلة أساطير العالم بالإنجليزية[20]
- المغامرة (رواية من تأليف الكاتب الفرنسي بلاز سندرار) عن دار آفاق للنشر (2018)[21]
- حانة العادات (متوالية قصصية للمؤلّف الفرنسي فرانز بارتل) من إصدار الهيئة العامة للكتاب في سلسلة «الجوائز» (2018)[22]
- الدهشة (رواية للمؤلّف الفرنسي بلاز سندرار) عن دار آفاق للنشر (2019)[23]
- العشب الأحمر (رواية للمؤلّف الفرنسي بوريس فيان) عن دار آفاق للنشر (2019)[24]